# EKZ CrossTour Eschenbach 2015
De EKZ CrossTour Eschenbach 2015 werd gehouden op 13 december 2015 in Eschenbach. De wedstrijd maakte deel uit van de EKZ CrossTour 2015-2016. Deze editie werd gewonnen door de Zwitser Marcel Wildhaber, die daarmee ook de leiding in het CrossTour-klassement overnam.

## Mannen elite

### Uitslag
| Plaats  | Naam                   | Ploeg                      | Tijd    |
| ------- | ---------------------- | -------------------------- | ------- |
| Winnaar | Marcel Wildhaber       | Scott-Odlo                 | 59'36"  |
| 2       | Gioele Bertolini       | Team CBE                   | z.t.    |
| 3       | Michael Vanthourenhout | Sunweb-Napoleon Games      | + 54"   |
| 4       | Steve Chainel          | Cofidis                    | + 58"   |
| 5       | Simon Zahner           | EKZ                        | + 1'05" |
| 6       | Francis Mourey         | FDJ.fr                     | + 1'26" |
| 7       | Florian Vogel          | Scott-Swisspower           | + 1'30" |
| 8       | Jim Aernouts           | Sunweb-Napoleon Games      | + 1'44" |
| 9       | John Gadret            | Movistar                   | + 2'00" |
| 10      | Vojtech Nipl           | Bohemia Cycling Track Team | + 2'02" |
| 11      | 0                      |                            |         |
| 12      | 0                      |                            |         |
| 13      | 0                      |                            |         |
| 14      | 0                      |                            |         |
| 15      | 0                      |                            |         |

| Pos. | Punten |
| ---- | ------ |
| 1    | 80     |
| 2    | 60     |
| 3    | 40     |
| 4    | 30     |
| 5    | 25     |
| 6    | 20     |
| 7    | 17     |
| 8    | 15     |
| 9    | 12     |
| 10   | 10     |
| 11   | 8      |
| 12   | 5      |
| 13   | 4      |
| 14   | 2      |
| 15   | 1      |

 Supercross Baden · 
 Cyclocross Dielsdorf · 
 Cyclocross Hittnau · 
 Cyclocross Eschenbach · 
 Cyclocross Meilen